# Evarcha certa
Evarcha certa är en spindelart som beskrevs av Rollard, Wesolowska 2002. Evarcha certa ingår i släktet Evarcha och familjen hoppspindlar. Inga underarter finns listade i Catalogue of Life.